# Felice Anerio
Felice Anerio (Narni, 1560 – Roma, 27 settembre 1614) è stato un compositore italiano del tardo Rinascimento e dell'inizio dell'età Barocca; è stato inoltre un membro della Scuola romana di compositori. Figlio di Maurizio Anerio e di Fulginia, era il fratello maggiore del più noto compositore italiano del medesimo periodo, Giovanni Francesco Anerio.

## Biografia
Nei primi anni della sua carriera rivestì un ruolo piuttosto importante come voce bianca soprano presso la Cappella Giulia dal 1568 al 1577, divenendo poi contralto. Dal 1580 abbandonò il posto ed iniziò a scrivere musica, soprattutto madrigali. È facile pensare che sia stato notevolmente influenzato da Luca Marenzio, compositore di madrigali allora molto in voga, che si trovava a Roma nel medesimo periodo d'inizio della carriera di Anerio. Nel 1584, dopo aver studiato sotto G.M. Nanino, fu nominato Maestro di Cappella del Collegio degli Inglesi e sembra svolgesse contemporaneamente la funzione di direttore di coro di un gruppo di musicisti detto vertuosa Compagnia dei musici di Roma.
Tali posizioni gli permisero di poter affinare notevolmente il suo talento compositivo e così la sua produzione aumentò notevolmente, sia in qualità che in quantità.
Legato al cardinale Aldobrandini, suo stipendiato per anni come musico di casa, dal 1594 sostituì il defunto Giovanni Pierluigi da Palestrina nella carica di compositore della cappella pontificia, massimo grado raggiungibile per un musicista romano dell'epoca. È probabile che avesse avuto rapporti anche con lo stesso Palestrina.
Nell'ultimo periodo della sua vita collaborò con Francesco Soriano, altro musicista della Scuola Romana, nella riforma dei responsorî del Graduale romano, una delle iniziative della Controriforma cattolica.

## Opera
Lo stile di Anerio è fortemente conservatore. Egli riprese le forme stilistiche e compositive della scuola di Palestrina, almeno nei suoi anni giovanili dedicati alla composizione di opere profane, tuttavia sviluppò un'intensità espressiva solo a lui propria. 
Appare un certo influsso mutuato dalla scuola italiana settentrionale, che comunque si inquadra bene negli stilemi classici romani, come l'uso di cori doppî o tripli (tipici di Venezia), i rapidi passaggi melodici nella linea del basso, la frequente alternanza tra coro intero e piccolo gruppo di voci (molto evidente nello stile barocco di Claudio Monteverdi).
Nella sua opera tarda subì molto l'influsso di Lodovico Grossi da Viadana, il fautore del basso continuo, ma l'impronta palestriniana rimase sempre vivida e presente. Ne è testimonianza il fatto che Anerio non abbia scritto opere puramente strumentali.
La maggioranza dei suoi lavori fu stampata da K. Proske nella sua Musica Divina (1854).

### Opere sacre vocali
- Due libri di Madrigali Spirituali (Roma, 1585).
- Due libri di inni sacri (Venezia, 1596 e Roma, 1596).
- Responsorî per la Settimana Santa (a quattro voci; Roma, 1606).
- 13 canzonette spirituali, 12 mottetti, salmi, litanie.
- Madrigali ed altre canzoni per la Passio de Nostro Signore in verso heroico (Viterbo, 1604).

### Opere profane vocali
- Un libro di canzonette (1586).
- Cinque libri di madrigali (di cui uno perduto) (1587, 1590, 1598, 1602, ignoto).
- Altri madrigali non inclusi nelle principali pubblicazioni.